# DI Весов
DI Весов (лат. DI Librae) — одиночная переменная звезда в созвездии Весов на расстоянии (вычисленном из значения параллакса) приблизительно 12193 световых лет (около 3738 парсеков) от Солнца. Видимая звёздная величина звезды — от +15m до +13,9m.

## Характеристики
DI Весов — пульсирующая переменная звезда типа RR Лиры (RR).